# Roncus travuniensis
Espèce
Roncus travuniensis est une espèce de pseudoscorpions de la famille des Neobisiidae.

## Distribution
Cette espèce est endémique de Bosnie-Herzégovine. Elle se rencontre à Trebinje dans la grotte Arenstorfova Pećina.

## Description
La femelle holotype mesure 2,845 mm.

## Étymologie
Son nom d'espèce, composé de travuni et du suffixe latin -ensis, « qui vit dans, qui habite », lui a été donné en référence au lieu de sa découverte, Travunia le nom latin de Trebinje.

## Publication originale
- Ćurčić & Dimitrijević, 2007 : Roncus travuniensis sp. n. (Neobisiidae, Pseudoscorpiones), a troglobitic false scorpion from Bosnia-Herzegovina. Biologia, vol. 62, p. 84-87.